# 옥랑문화재단
옥랑문화재단은 한국 문화를 계승·발전시켜 새로운 문화를 창출하고 문화복지를 구현하기 위하여 1991년 10월 9일 설립된 문화체육관광부 소관의 재단법인이다. 사무실은 서울특별시 종로구 동숭동 1-5에 있다. 김옥랑이 설립했다.

## 주요 사업
- 공연예술인의 훈련과 교육
- 공연예술관련 연구와 전문서적 발간 지원
- 공연예술인 지원 및 장학사업